# كوبي آرثر
كوبي آرثر (بالإنجليزية: Koby Arthur) هو لاعب كرة قدم غاني في مركز الوسط، ولد في 31 يناير 1996 في كوماسي في غانا. لعب مع برمنغهام سيتي وماكليسفيلد تاون ونادي تشيلتنهام تاون ونادي لينكولن سيتي. عاد المراهق الغاني كوبي آرثر إلى نادي والدته برمنغهام سيتي في عام 2014. تم إعارته إلى تشلتنهام تاون لكنه استُدعي مرة أخرى.

## وصلات خارجية
- كوبي آرثر على موقع قاعدة بيانات كرة القدم.إي يو (الإنجليزية)
- كوبي آرثر على موقع Soccerbase.com (لاعب) (الإنجليزية)
- كوبي آرثر على موقع Soccerway.com (الإنجليزية)
- كوبي آرثر على موقع عالم كرة القدم.نت (الإنجليزية)